# Wijken en buurten in Boekel
De Nederlandse gemeente Boekel is voor statistische doeleinden onderverdeeld in wijken en buurten. De gemeente is verdeeld in de volgende statistische wijken:
- Wijk 00 Boekel (CBS-wijkcode:075500)
- Wijk 01 Venhorst (CBS-wijkcode:075501)

Een statistische wijk kan bestaan uit meerdere buurten. Onderstaande tabel geeft de buurtindeling met kentallen volgens het Centraal Bureau voor de Statistiek (2008):
| CBS-buurtcode | Buurtnaam                                    | Inwonertal | Opp. totaal (ha) | Opp. land (ha) | Ligging                |
| ------------- | -------------------------------------------- | ---------- | ---------------- | -------------- | ---------------------- |
| BU07550000    | Boekel                                       | 5620       | 190              | 190            | Locatie in de gemeente |
| BU07550005    | Verspreide huizen Logt en Berkhoek           | 610        | 216              | 216            | Locatie in de gemeente |
| BU07550006    | Verspreide huizen Arendnest-Zijp             | 270        | 295              | 295            | Locatie in de gemeente |
| BU07550007    | Verspreide huizen Zandhoek en Peelstraat     | 420        | 487              | 486            | Locatie in de gemeente |
| BU07550008    | Verspreide huizen Molenwijk Elzen Neerbroek  | 600        | 655              | 655            | Locatie in de gemeente |
| BU07550009    | Verspreide huizen Bovenstehuis en Peelsehuis | 450        | 508              | 508            | Locatie in de gemeente |
| BU07550100    | Venhorst                                     | 990        | 63               | 63             | Locatie in de gemeente |
| BU07550109    | Verspreide huizen Venhorst                   | 680        | 1038             | 1038           | Locatie in de gemeente |